# Goniocercus klugi
Goniocercus klugi is een insect uit de familie van de mierenleeuwen (Myrmeleontidae), die tot de orde netvleugeligen (Neuroptera) behoort. 
Goniocercus klugi is voor het eerst wetenschappelijk beschreven door Kolbe in 1898.